# CanJet
Pour les articles homonymes, voir CJA.

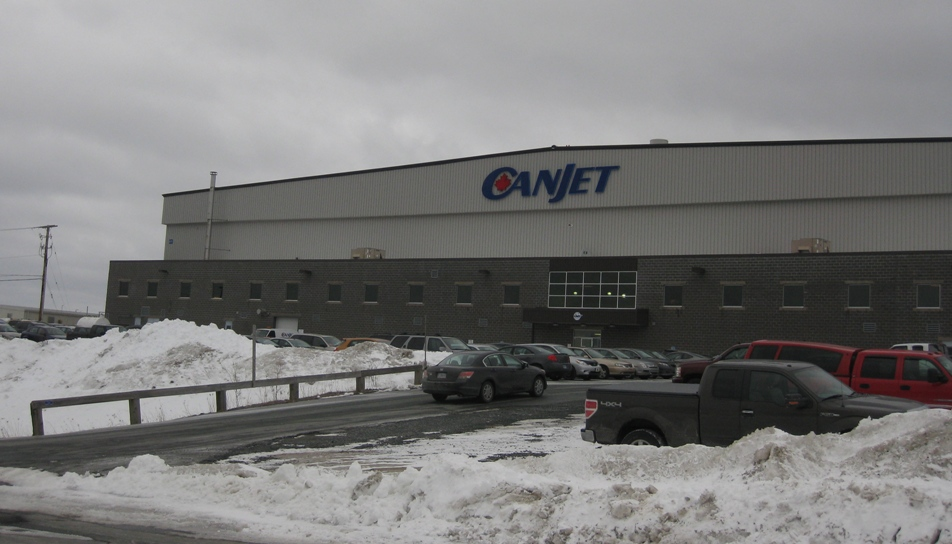
Siège social de Canjet

CanJet Airlines était une compagnie aérienne canadienne (code AITA : C6, code OACI : CJA). basée à Enfield en Nouvelle-Écosse.

## Historique
CanJet a commencé ses opérations en tant que compagnie à bas coût faisant des liaisons intérieures et transfrontalières. En 2006, à la suite de problèmes financiers, CanJet a laissé tomber le créneau des vols réguliers pour se concentrer uniquement au créneau des vols nolisés. CanJet a signé un contrat de cinq ans avec Transat A.T. en 2008, pour opérer des vols vers des destinations soleil.
En avril 2015, privée de liaisons vers l'Europe, la compagnie annonce la suppression de 115 postes soit 70 % de son effectif.
Le 1er septembre 2015 , Canjet cesse toutes ses opérations.

## Flotte
| Appareils      | Total | Commande | Nombre de sièges |
| -------------- | ----- | -------- | ---------------- |
| Boeing 737-800 | 0     | 0        | 189              |
| TOTAL          | 0     | 0        |                  |

## Destinations
- Antigua-et-Barbuda
  - Saint John's

- Antilles néerlandaises
  - Saint-Martin

- Barbade
  - Bridgetown

- Canada
  - Abbotsford
  - Bagotville
  - Comox
  - Edmonton
  - Hamilton
  - Kelowna
  - London
  - Montréal
  - North Bay
  - Ottawa
  - Québec
  - Rouyn-Noranda
  - Sault-Sainte-Marie
  - Thunder Bay
  - Toronto
  - Vancouver
  - Victoria

- Colombie
  - Carthagène

- Costa Rica
  - Liberia
  - San José

- Cuba
  - Camagüey
  - Cayo Coco
  - Cayo Largo
  - Holguín
  - Santa Clara
  - Santiago de Cuba
  - Varadero

- États-Unis
  - Fort Lauderdale
  - Orlando

- Guadeloupe
  - Pointe-à-Pitre

- Honduras
  - La Ceiba

- Jamaïque
  - Montego Bay

- Martinique
  - Fort-de-France

- Mexique
  - Acapulco
  - Cancún
  - Cozumel
  - Ixtapa-Zihuatanejo
  - Manzanillo
  - Puerto Vallarta

- Nicaragua
  - Managua

- Panama
  - Panama

- République dominicaine
  - La Romana
  - Puerto Plata
  - Punta Cana
  - Saint-Domingue
  - Samaná

- Sainte-Lucie
  - Vieux Fort

- Salvador
  - San Salvador